# Halberstädter Straße 117

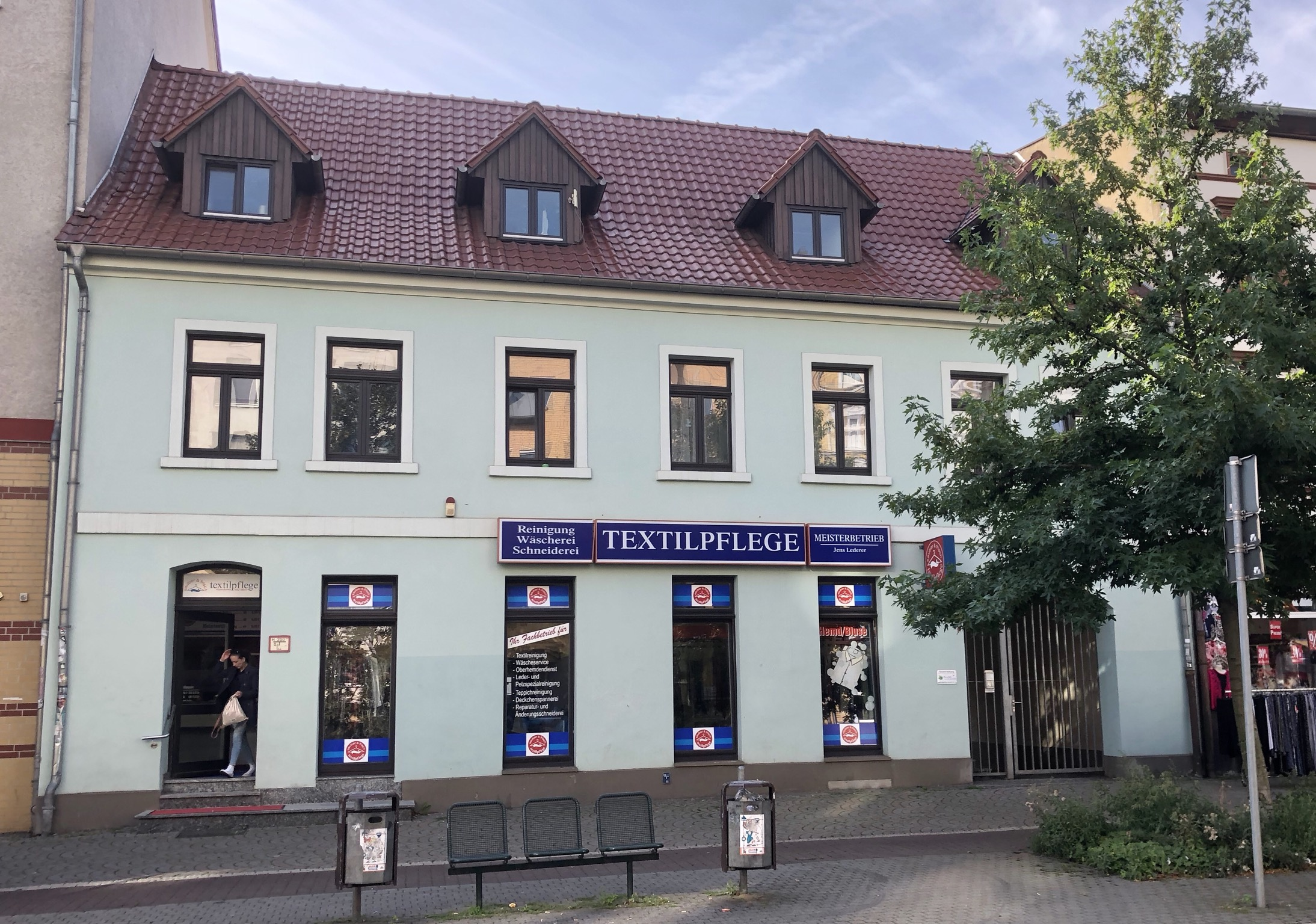
Haus Halberstädter Straße 117, 2019

Das Gebäude Halberstädter Straße 117 ist ein denkmalgeschütztes Wohnhaus im Magdeburger Stadtteil Sudenburg in Sachsen-Anhalt.
Es befindet sich auf der südöstlichen Seite der Halberstädter Straße.

## Architektur und Geschichte
Der zweigeschossige verputzte, schlicht gestaltete Bau entstand in der Mitte des 19. Jahrhunderts und ist damit ein Rest der Sudenburger Bebauung aus der Zeit vor der Gründerzeit. Möglicherweise diente er ursprünglich als Gasthof oder Ausspanne. Darauf deutet eine auf der rechten Seite der siebenachsigen Fassade befindliche, als Segmentbogen ausgeführte Tordurchfahrt. Das Haus gilt als städtebaulich wichtig.
Im örtlichen Denkmalverzeichnis ist das Wohn- und Geschäftshaus unter der Erfassungsnummer 094 81980 als Baudenkmal verzeichnet.